# Ibirapuã
Ibirapuã is een gemeente in de Braziliaanse deelstaat Bahia. De gemeente telt 7.893 inwoners (schatting 2009).